# Operace Jo'av

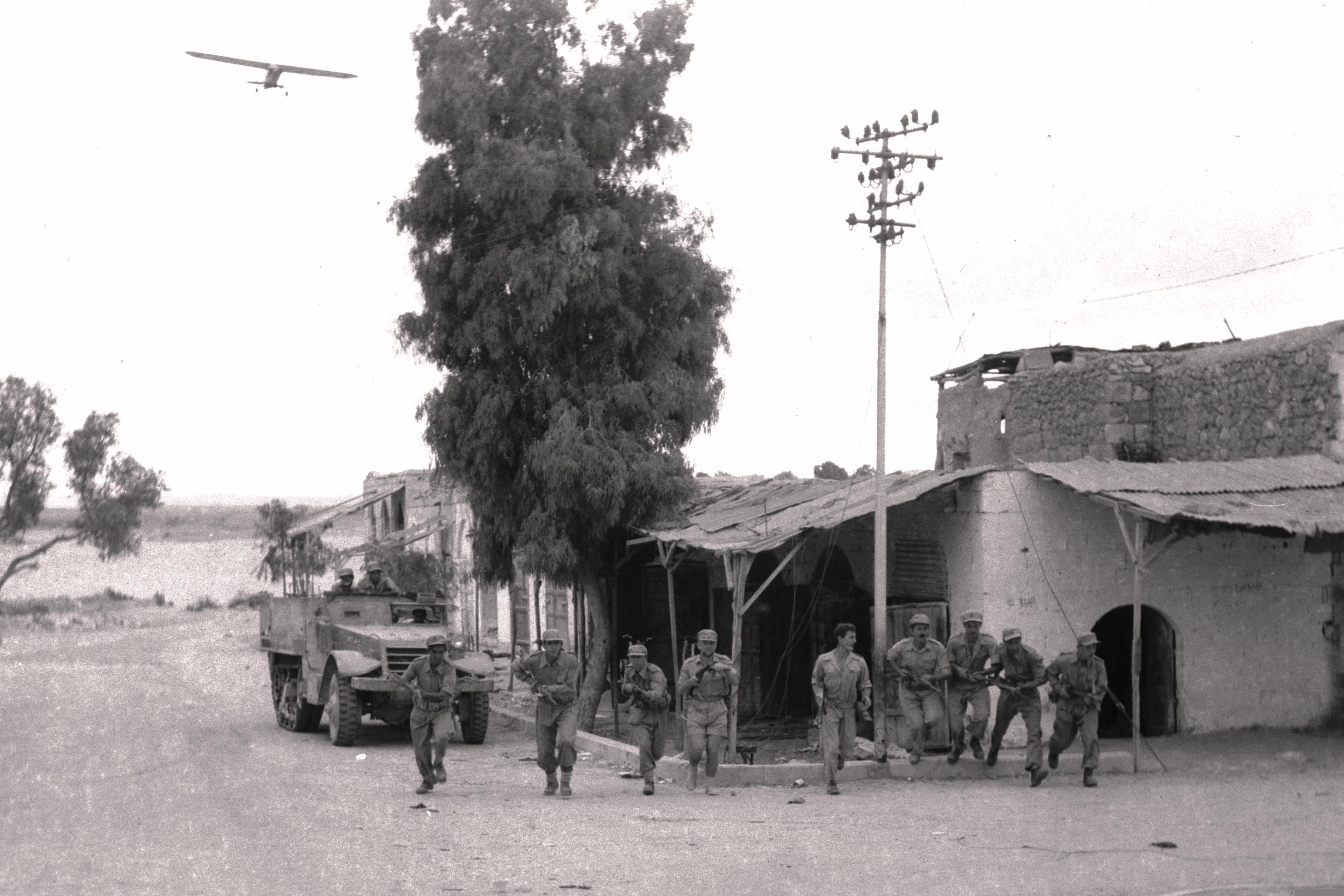
Izraelští vojáci dobývají Beerševu

Operace Jo'av (hebrejsky: מבצע יואב, Mivca Jo'av) byla izraelská vojenská operace provedená ve dnech 15. až 22. října 1948 v Negevské poušti během izraelské války za nezávislost. Jejím cílem bylo vrazit klín mezi egyptské síly nacházející se podél pobřeží a na silnici spojující města Beerševa-Hebron-Jeruzalém a nakonec tak dobýt celý Negev.
Egyptský klín oddělující Negev od zbytku Izraele byl pro izraelskou armádu velkým problémem. O jeho zničení se pokoušela během Operace An-Far, Operace Mavet la-poleš i logistické Operace GJS. Od srpna do října 1948 pak Izraelci zásobování odříznutého jihu řešili v rámci Operace Avak leteckým mostem. Operace Jo'av představovala konečný úspěch Izraelců a likvidaci této bariéry dělící území židovského státu.
Celou operaci řídil velitel jižní fronty Jigal Alon a její název byl zvolen na počest Jicchaka Dubnova, jemuž jeho kolegové z úderných jednotek Palmach přezdívali Jo'av. Dubnov, který byl vyšším důstojníkem Palmach, měl za úkol plánování a obranu kibucu Jad Mordechaj v Negevské poušti a zahynul při leteckém náletu na kibuc krátce poté, co egyptská armáda zahájila ofenzivu na jižní izraelské frontě.
Do operace se zapojily tři izraelské brigády: Negevská, Giv'ati a Jiftach, a obrněný prapor 8. obrněné brigády, největší dělostřelecké formace, kterou tehdy měly Izraelské obranné síly k dispozici. Dne 18. října se k nim připojila brigáda Oded.
Ve večerních hodinách 15. října bombardovalo izraelské letectvo města Gaza, Madždal (dnešní Aškelon), Beerševa a Bejt Chanún. Prapor brigády Jiftach podminoval železniční trať mezi Al-Arišem a Rafou a řadu silnic v oblasti Gazy. Dva prapory brigády Giv'ati se vydaly do oblasti jihovýchodně od vesnice Irak al-Manšija, a tak odřízly silnici od vesnice al-Faludža a Bajt Džibrinu. Bajt Džibrin byl dobyt 52. praporem brigády Giv'ati a 6. brigádou dne 23. října. Postup na Bajt Džibrin od severu a paralelně probíhající ofenzíva Izraele jihozápadně od Jeruzaléma, se nazývá Operace ha-Har.
V časných ranních hodinách 21. října zaútočila Negevská a 8. obrněná brigáda na město Beerševa a oblehly jej od západu. Během útoku se k nim připojila další vojska ze severu. Egyptští vojáci se nakonec vzdali, přesto, že ve městě měli vůči Izraelcům převahu 500:60. Stalo se tak po ostřelování egyptských pozic protitankovými zbraněmi, které byly do města propašovány v 8.00. Dobytí Beerševy vešlo ve známost jako Operace Moše, jež byla pojmenována po Moše Albertovi, který padl při obraně obleženého Bejt Ešelu.
Dne 22. října vstoupilo v 15.00 v platnost příměří, přesto však pokračovaly vojenské akce, které této operaci bezprostředně následovaly, či s ní souvisely.
Poté, co Egypťané ustoupili jižně od Ašdodu (28. října) a al-Madždalu (6. listopadu) a stáhli se do Pásma Gazy, obsadila pás pobřeží jižně od kibucu Jad Mordechaj izraelská vojska. Dne 9. listopadu byla pevnost Suedan držená iráckými vojáky dobyta a přejmenována na pevnost Jo'av, na počest této operace.
Pracovník Organizace spojených národů z projektu pro uprchlíky oznámil, že v důsledku operace Jo'av došlo k nárůstu populace uprchlíků v Pásmu Gazy ze 100 tisíc na 230 tisíc.